# 찰스 드레이크

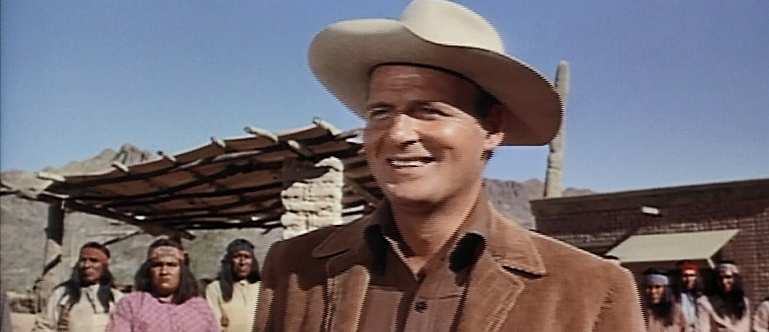

찰스 드레이크(Charles Drake, 1917년 10월 2일 ~ 1994년 9월 10일)는 미국의 배우, 텔레비전 배우, 연극 배우, 영화배우이다.
뉴욕에서 태어났다.

## 영화
- 스크림, 프리티 페기 (1973년)
- 더 세븐 미니츠 (1971년)
- 닥터 웰비 (1969년)
- 열망 (1969년)
- 애증의 세월 (1968년)
- 인형의 계곡 (1967년)
- 디어 하트 (1964년)
- 태미 텔 미 트루 (1961년)
- 배가 떠날 때까지 (1957년)
- 불타는 전장 (1955년) - 브랜던 역
- 순정에 맺은 사랑 (1955년)
- 글렌 밀러 스토리 (1954년) - 돈 헤인즈 역
- 아웃 스페이스 (1953년) - 매트 워렌 보안관 역
- 레드 볼 익스프레스 (1952년)
- 하비 (1950년)
- 윈체스터 73 (1950년)
- 타잔의 마천 (1949년)
- 스튜디오 원 (1948년)
- 카사블랑카에서의 하룻밤 (1946년)
- 에어 포스 (1943년)
- 만찬에 온 사나이 (1942년)
- 나우 보이저 (1942년)
- 네이비 블루스 (1941년)
- 아이 원티드 윙스 (1941년)
- 요크 상사 (1941년)
- 말타의 매 (1941년)